# Lilloa; Revista de Botánica
Lilloa; Revista de Botánica (abreviado Lilloa) es una revista ilustrada con descripciones botánicas que es editada en Argentina. Comenzó su publicación en el año 1937.